# Матисякевич Зиновій Михайлович
Зино́вій Миха́йлович Матисяке́вич  (нар. 17 січня 1929, смт Верхнє Синьовидне Сколівського району Львівської області — 2007) — український вчений, історик, краєзнавець.

## Життєпис
З 1947 р. по 1949 р. — студент історичного факультету Львівського університету ім. І. Франка. У 1950 році був виключений з університету як «буржуазний націоналіст», а фактично — за небажання співпрацювати з КДБ.
Працював робітником Львівського облсільбуду, майстром Надвірянського ліспромгоспу, з 1952 року — учитель в Івано-Франківській області, а в 1954—1978 роках — у Верхньому Синьовидному. У 1954 році поновив навчання у Львівському університеті, який закінчив у 1955 році. У 1974 році захистив дисертацію кандидата історичних наук (тема «Яків Головацький як історик»).
З 1978 р. — викладач кафедри історії народного господарства Тернопільського фінансово-економічного інституту(тепер — Тернопільський національний економічний університет). Через п'ять років став доцентом. З 1995 р. — професор кафедри українознавства.
Помер у грудні 2007 року в місті Львові, похований у селищі Верхнє Синьовидне.

## Доробок
У творчій спадщині Зиновія Матисякевича — понад 100 статей та 26 книг, з яких чотири написано самостійно, інші — у співавторстві.
Автор низки наукових і науко-популярних праць з краєзнавства Прикарпаття, зокрема таких досліджень:
- «Сколівщина, Бойківське чумацтво»,
- «Синевидсько Вижне: Історія селища від найдавніших часів до наших днів».

Його перу належать ґрунтовні праці про українську діаспору:
- «Історія української еміграції»,
- «Українська еміграція від минувшини до сьогодення»,
- «Внесок української еміграції у розвиток національної і світової культури».

Співавтор підручників і посібників для студентів вищих навчальних закладів. Найбільше монографічних праць і виступів у пресі Зиновій Матисякевич присвятив дослідженню та популяризації діячів «Руської трійці», зокрема Якова Головацького:
- «Яків Головацький як історик»,
- «Український археограф Я. Ф. Головацький»,
- «Руська трійця в історії суспільно-політичного руху і культури»,
- «Іван Франко про Якова Головацького»,
- «Головацький про опришків»).